# ظفرآباد (صغد)
ظفرآباد (Зафаробод) هي مدينة في ولاية صغد في طاجكستان. وهي عاصمة مقاطعة طفرآباد
يبلغ عدد سكانها حوالي 15016 نسمة.